# Матола
Матола (порт. Matola; в период 1968-1972 — Вила-Салазар, 1972-1975 — Сидаде-Салазар, Вила-Сала) — город на юге Мозамбика, административный центр провинции Мапуту. Находится в 12 км к западу от столицы страны, Мапуту. Население по данным переписи 2007 года составляет 675 422 человека.

## География
Через муниципалитет Матолы протекает одноимённая река, впадающая в залив Мапуту. Сам город расположен на берегу залива.

## Экономика
Матола является важным промышленным центром. Через её порт на экспорт вывозятся хром, железо и другие полезные ископаемые из Свазиленда, ЮАР, Зимбабве, Ботсваны и Замбии. Вокруг порта действуют предприятия самого различного профиля, в том числе, сталеплавильные и нефтехимические заводы, шахты, карьеры, а также плантации, на которых выращиваются различные фрукты, бананы, табак и сахарный тростник. Также развито производства мыла и цемента. Работает один из крупнейших в Мозамбике заводов по производству алюминия. Производством и прокладкой линий газопроводов занимается местная компания «Matola Gas Company».

## Транспорт
Матола принадлежит к южному сегменту сети «Мозамбикских портов и железных дорог».

## Население
Для Матолы, как и для многих других африканских городов, свойственны высокие темпы прироста населения.
| Год переписи | Население |
| ------------ | --------- |
| 1997         | 440 927   |
| 2007         | 675 422   |